# Delegazione Cuajimalpa
Cuajimalpa de Morelos (più comunemente conosciuta come Cuajimalpa) è una delle sedici delegazioni di Città del Messico. Territorialmente è suddivisa in quattro villaggi (San Pedro Cuajimalpa, San Lorenzo Acopilco, San Mateo Tlaltenango e San Pablo Chimalpa) e in 41 colonias (quartieri).

## Etimologia
Cuajimalpa viene dalla parola náhuatl Cuauhxīmalpan, composta da cuahu (i)-tl - albero o legno; con il verbo transitivo xīma (xīmal-li)- che con complemento di cosa, significa lavorare il legno, lavorare o pulire - seguita da una l formativa e dalla preposizione di luogo -pan - sopra, su -. Con i due primi elementi si forma cuauhxīmal-li, piallatura o piccola scheggia -  e con la proposizione significa  sopra le schegge di legno ed indica un luogo dove si intaglia il legno.

## Origini
Fondata come comune l'8 febbraio 1862, per lungo tempo fece parte della città di Santa Fe, separata dai vicini villaggi di San Lorenzo Acopilco, San Mateo Tlaltenango, San Pablo Chimalpa e San Pedro Cuajimalpa, quest'ultima considerata capitale della municipalità per la sua vicinanza con El Camino Real, strada che unisce Toluca e Città del Messico.